# Upnuk Lake
Der Upnuk Lake ist ein See im Dillingham Census Area im Südwesten des US-Bundesstaates Alaska. Der Gletschersee liegt auf einer Höhe von 239 m im Wood-Tikchik State Park an der Ostflanke der Wood River Mountains, einem Gebirgszug der Kuskokwim Mountains, zwischen Chikuminuk Lake im Süden und Slate Lake im Norden. Am östlichen Ende des Sees wird dieser über einen etwa 11,5 km langen Abfluss zum Tikchik River entwässert.
Die Bezeichnung der Ureinwohner Alaskas für den See wurde 1915 vom U.S. Bureau of Fisheries dokumentiert.